# Menatetrenon
Menatetrenon (MK4) je menahinonsko jedinjenje koji se koristi kao hemostatički agens i kao dopunska terapija za bol uzrokovan osteoporozom. On je u prodaji za tu tretman osteoporoze u Japanu pod imenom Glakaj.
Menatetrenon jedna od devet formi vitamina K2.
MK4 se formira konverzijom vitamina K1 u telu, testisima, pankreasu i arterijskim zidovima. Mada biohemijski put transformacije vitamina K1 u MK4 nije potpuno razjašnjen, studije sugerišu da konverzija nije zavisna od bakterija u crevima. Tkiva koja akumuliraju velike količine MK4 imaju veliki kapacitet konvertovanja dostupnog K1 u MK4.

## Spoljašnje veze
- „Glakay” (PDF). Eisai Co. 2009. Архивирано из оригинала (PDF) 21. 01. 2012. г. Приступљено 10. 1. 2012.

|  | Molimo Vas, obratite pažnju na važno upozorenje u vezi sa temama iz oblasti medicine (zdravlja). |